# Красные Горы (Ульяновская область)
Красные Горы — село в Сурском районе Ульяновской области, входит в состав Лавинского сельского поселения.

## География
Находится на расстоянии примерно 16 километров по прямой на восток от районного центра — посёлка Сурское.

## История
В 1913 в селе (тогда называлось Кобелевкой) было дворов 260, жителей 1240 и церковь с училищем. В советский период работал колхоз «Наша Сила» и совхоз «Красногорский».

## Население
Население составляло 10 человек в 2002 году (русские 80 %), 3 по переписи 2010 года.